# Vernár
Vernár (německy Wernsdorf) je obec na Slovensku, v okrese Poprad v Prešovském kraji. V obci žije 547 obyvatel.

## Poloha
Obec leží pod Vernárským sedlem na rozhraní Nízkých Tater a Slovenského ráje, asi 18 km jižně od Popradu. Úzkým údolím Vernarského potoka (a tedy i obcí) prochází významná silniční spojnice mezi Spiší, Horehroním a Gemerem – silnice I/66.
Poměrně daleko od jádra obce se nachází železniční zastávka Vernár, která leží na trati Margecany – Červená Skala.

## Historie
Nejstarší písemná zpráva o osadě Villa Verneri pochází z roku 1295, kdy ji Verner, syn Jana (Hansa) ze Žakovců, založil na německém kupním právu z pověření Görgeyovců. Osadníci si mohli na daném území postavit domy, vyklučit les a zúrodnit ho, přičemž jim byly na 15 let odpuštěny daně. V lokalitě Falštín (zřejmě v lokalitě dnešní školy v přírodě) stála již v té době malá osada Falkstein, kde se nacházel klášter. Od roku 1310 se osada i okolní lesy staly majetkem letanovských kartuziánů a od 16. století patřily pod správu Muráňského hradu. Mezi lety 1657 až 1700 byly zdejší majetky v zástavě Spišské kapituly, ačkoli území patřilo pod Gemersko-malohontskou župu.
Odlehlá poloha znamenala pomalejší rozvoj obce, ve které dřevěnice jen pomalu ustupovaly zděným novostavbám. Po druhé světové válce začala obnova obce, přibyly nové domy, byla opravena škola a zavedena elektřina, postupně byly vybudovány cesty, v roce 1963 byl postaven kulturní dům, o 4 roky později vodovod a v roce 1968 i nákupní středisko s turistickou ubytovnou. V roce 1975 byla dokončena kanalizace, o desetiletí později byl rozšířen hřbitov a vybudován Dům smutku. Došlo i k regulaci toku potoka a vzniku lyžařského areálu Studničky.
V 60. letech zde žilo až kolem 1200 obyvatel, ale jejich počet postupně klesal a opuštěné chalupy se začaly využívat pro víkendovou rekreaci. V současnosti je Vernár oblíbeným místem pro celoroční turistiku.

## Organizace
V obci funguje několik spolků a organizací, jedná se o následující:
- Dobrovolný hasičský sbor
- Folklorní skupina Vernár
- Urbar Vernár
- Občanské sdružení OZVA
- Myslivecké sdružení JAVOR
- Svaz protifašistických bojovníků

### Sport
- TJ Partizán Vernár
- Šachový klub
- Lyžařské středisko Studničky

## Památky
- Řeckokatolický kostel Narození Panny Marie – klasicistní stavba z roku 1824, obnovena v roce 1899
- Objekt bývalé základní školy (z roku 1930), který byl v období druhé světové války povstaleckým sídlem SNP
- Středověké hornické osady (Borzov a Falštín)
- Archeologické nálezy z jeskyní Vernarka, Jeskyně pod Barbolicou I., Pri starej skobe apod., které dokumentují osídlení oblasti již v 13. století

## Turismus
Území obce se nachází na atraktivním území národních parků Nízké Tatry a Slovenský ráj. V katastru obce se nachází PR Barbolica, PR Mokrá, NPR Vernárska tiesňava, částečné do něj zasahují území NPR Tri kopce, NPR Sokol a NPR Hnilecká jelšina a PP Hranovnické pleso.

### Turistické trasy
- Po  trase na Přední holi a přes Smrečínske sedlo na Královu holu
- Po  trase přes planinu Velký Sokol na Geravy